# Bacillocnemis anomala
Bacillocnemis anomala là một loài nhện trong họ Philodromidae. Chúng được Cândido Firmino de Mello-Leitão miêu tả năm 1938.